# Liceu de Macau
O Liceu de Macau MHIP (chinês tradicional: 澳門利宵中學, chinês simplificado: 澳门利宵中学), também conhecido por Liceu Nacional Infante D. Henrique ou Escola Secundária Infante D. Henrique foi uma escola secundária de língua portuguesa em Macau. Foi criado em 1893 e abolido em 1999, tendo contribuído bastante para a Educação em Macau durante os seus 105 anos de vida. Foi, durante a administração portuguesa de Macau, a única escola pública lusófona na região.

## Síntese cronológica da História do Liceu de Macau
1893 – A 27 de Julho é criado por Carta de Lei o "Liceu Nacional de Macau"; em Outubro iniciam-se as obras de adaptação do edifício do Convento de Santo Agostinho para a instalação do Liceu.
1894 – Inauguração do Liceu a 28 de Setembro com uma simples visita do Governador Horta e Costa por a família real se encontrar em luto; entre os Professores estão nomes como Camilo Pessanha, professor de Filosofia Elementar e Wenceslau de Moraes, professor de Matemática elementar. No Boletim Oficial deste ano refere-se à criação da Biblioteca.
1898 - com a criação dos "liceus centrais", os "liceus nacionais" perdem importância e ficam sem o ensino dos 6º e 7º anos.
1900 – O Liceu passa a funcionar num edifício localizado entre a Praia Grande e o Edifício do Leal Senado, na Calçada do Governador.
1917 – O edifício (de 1890) do que viria a ser o Hotel Boa Vista passa a albergar o Liceu.
1918 - esta instituição passou a chamar-se de "Liceu Central de Macau" e reconquista o ensino dos 6º e 7º anos.
1924 – O Liceu muda-se para o edifício do Asilo das Inválidas (anos mais tarde, sede da Direcção dos Serviços de Saúde), na Rua Conselheiro Ferreira de Almeida, junto ao Tap Seac.
1933 - Perde o ensino dos 6º e 7º.
1936 - Recuperou finalmente a possibilidade de ensinar o curso completo, que incluiu o ensino do 6º e 7º.
17 de Julho de 1937 - esta escola passou a chamar-se de "Liceu Luís de Camões" (durante apenas cerca de um mês)
Agosto de 1937 - como já havia em Lisboa (e ainda há) um Liceu com Camões como patrono, o Liceu de Macau passa a ter como patrono o Infante D. Henrique, passando a designar-se de "Liceu Nacional Infante D. Henrique".
1944 – Comemorações do 50º aniversário
1946 – Relatório do Reitor do Liceu põe em evidência a falta de condições do edifício do liceu ao Tap Seac.
1952 – O Ministro do Ultramar visita Macau ficando acordada a construção de um edifício de raiz para o Liceu.
1956 – Início das obras do novo Liceu com a colocação da primeira pedra nos aterros da Praia Grande.
1958 – Inauguração do 1º edifício de raiz construído para o Liceu de Macau na Baía da Praia Grande.
1966 - Emissão filatélica alusiva ao Liceu
1969 – Celebrações dos 75 anos.
1978 - Governo de Macau contrata Tomás Taveira para projectar o novo "Liceu e Escola do Ciclo Preparatório"
1982 – Início das obras do Complexo Escolar que passa a integrar a Escola Secundária Infante D. Henrique, a Escola Preparatória José Gomes da Silva e Escola Luso-Chinesa Luís Gonzaga Gomes.
1986 – Inauguração do Complexo Escolar a 4 de Janeiro.
1989 – O edifício do Liceu (à Praia Grande) é demolido.
1993 – No centenário do Liceu, a Escola Secundária Infante D. Henrique recebe o título de membro honorário da Ordem de Instrução Pública; no Complexo Escolar ‘renasce’ o nome “Liceu de Macau” na entrada principal.
1999 – Fim da Administração Portuguesa em Macau e com isso o Liceu encerra as portas ao fim de 105 anos. Em sua substituição, foi criada a Escola Portuguesa de Macau, no ano de 1998. Para memória futura restava (até ao Verão de 2006, quando foi removido) o padrão que ficava frente ao antigo Liceu na Praia Grande.

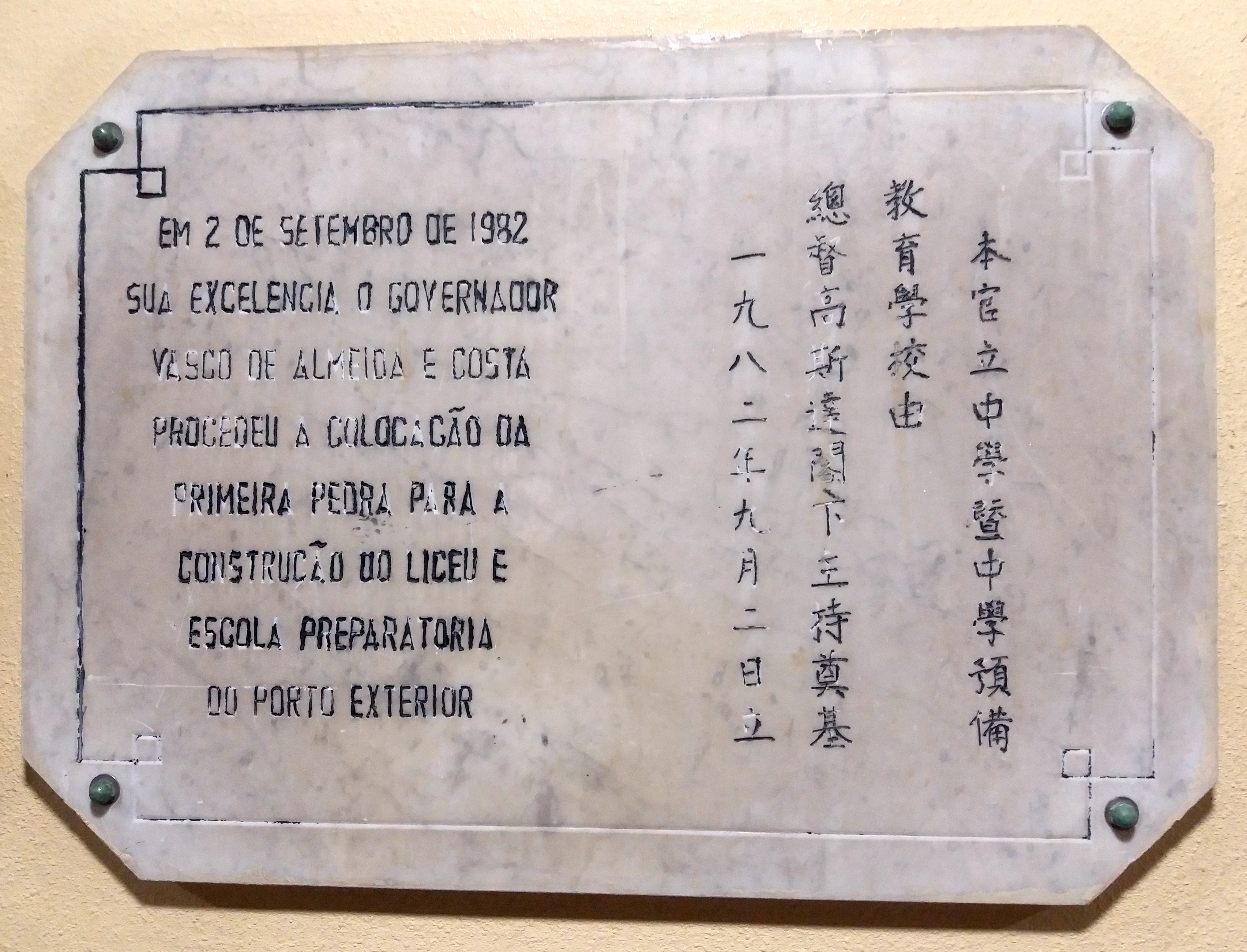
Liceu de Macau